# Banja Luka

Localització de Banja Luka dins de la República Srpska i dins de Bòsnia i Hercegovina.

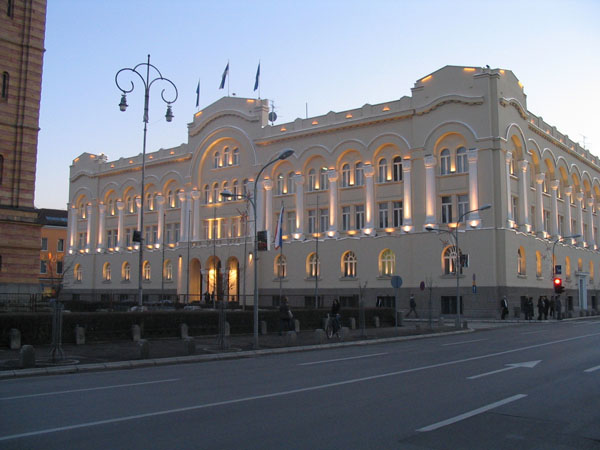
Ajuntament de Banja Luka

Banja Luka o Banjaluka (serbi: Бања Лука) és la ciutat principal i de fet la capital de la República Srpska de Bòsnia, centre de la Krajina al nord-oest de la República de Bòsnia i Hercegovina, a la riba del riu Vrbas i prop de la muntanyes Manjača (1214 metres), Čemernica (1,338 metres), i Tisovac, part dels Alps Dinàrics.

## La ciutat
És seu d'una universitat. El municipi, un dels més grans del país, té 96,2 km². La municipalitat té 227.000 habitants (300.000 si es compten els no retornats), amb la majoria pels serbis (90%) seguits dels bosnians amb 7%, croats el 2% i altres 1%.
La vila la forma una "Vila Alta" (Gorni Seher), amb la fortalesa, una "Vila Baixa" (Donji Seher) i alguns barris més modern (els més tradicionals són els de Predgradje, Varos i Novoselija).
A més del govern municipal la ciutat allotja l'Assemblea Nacional i el Govern de la República Srpska, així com algunes agències de l'estat. Hi ha consolats d'Àustria, Croàcia, França, Alemanya, Sèrbia, Regne Unit, i Estats Units.
La ciutat disposa de diversos museus entre els quals el de la república, anomenat Bosanska Krajina, el d'art modern, i l'etnogràfic (creat el 1930). Hi ha un teatre nacional i una biblioteca nacional, a més de teatres, biblioteques i museus secundaris.
Hi ha un aeroport Internacional amb codis BNX i LQBK.

## Història
Banja Luka és esmentada per primer cop en un documentat datat el 6 de febrer de 1494 però anteriorment ja estava poblada la zona. Hi ha evidencies d'assentament romà amb un castell, que va formar part de la província d'Il·líria; el segle VII la zona va passar als eslaus. pertanyia a Bòsnia fins al 1463 quan la regió de Jajce va passar a Hongria i Banja Luka potser fou erigida com a fortalesa per defensar la nova adquisició. Un monestir franciscà datat el 1378 existeix a un lloc proper, Petricevac. El nom Banja Luka volia dir (Prat del Ban), i apareix en un document de Ladislau II d'Hongria Fou ocupada pels otomans el 1527 o 1528 i fou seu d'un pashalik. A la ciutat hi ja vint-i-set mesquites de les quals dues són de l'inici de l'època otomana, la mesquita de l'emperador (Hunkarija) i la mesquita Ferhadija dzamija (datada el 1579 construïda pel governador de Bòsnia Ferhat Sokolović. Aquest fou governador del pashalik de Bòsnia des de 1574 al 1580 i des d'aquesta darrera data fou beglerbegi de Bòsnia (divisió administrativa de nova creació); Banja Luka fou la capital de les dues entitats fins al 1638 quan fou transferida a Sarajevo.
El 1688 fou ocupada pels austríacs dirigit pel marcgravi de Baden; una part de la ciutat fou cremada. El 1737 fou assetjada pel príncep de Saxònia-Hildburghausen però el visir otomà Hekimoğlu Ali Paşa va fer aixecar el setge després de vèncer els imperials el 4 d'agost. El 1851 fou la capital d'un dels sis sandjaks de Bòsnia. El 1878 Bòsnia fou ocupada pels austríacs i la ciutat va capitular sense resistència el 31 de juliol. No obstant el 14 d'agost es va lliurar una batalla contra els rebels musulmans bosnians. Va restar possessió austríaca fins al 1918 i després va formar part del Regne dels Serbis, Croats i Eslovens més tard Iugoslàvia.

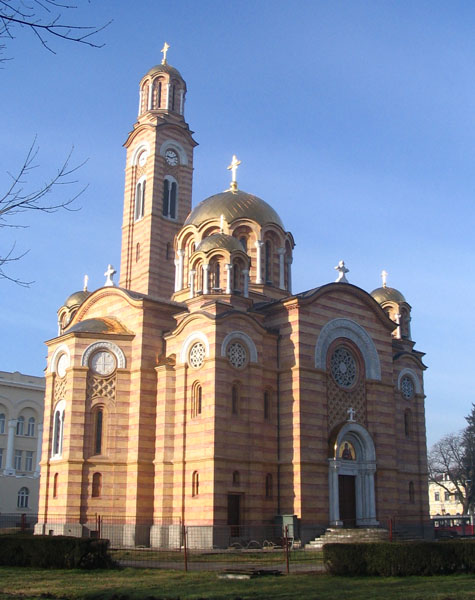
Catedral del Crist Savi.

A la segona guerra mundial fou ocupada pels alemanys que van deportar als caps serbis i als jueus. El 7 de febrer de 1942, unitats ústaixes dirigides pel frare franciscà Miroslav Filipović, àlies Tomislav Filipović-Majstorović, on van matar 1300 persones a Drakulići, Motike i Sargovac. La ciutat fou finalment alliberada pels partisans el 22 d'abril de 1945.
El 1969, un terratrèmol la va destruir parcialment, però fou reconstruïda. En aquest temps s'hi van instal·lar molts serbis. Durant la Guerra de Bòsnia, va esdevenir capital de facto de la República proclamada pels rebels serbis el 1992, i catòlics i musulmans van ser expulsats en operacions de neteja ètnica. Molts van morir als camps de concentració de Manjaca, Omarska, Trnopolje i Mali Logor. Els refugiats foren més de deu mil.

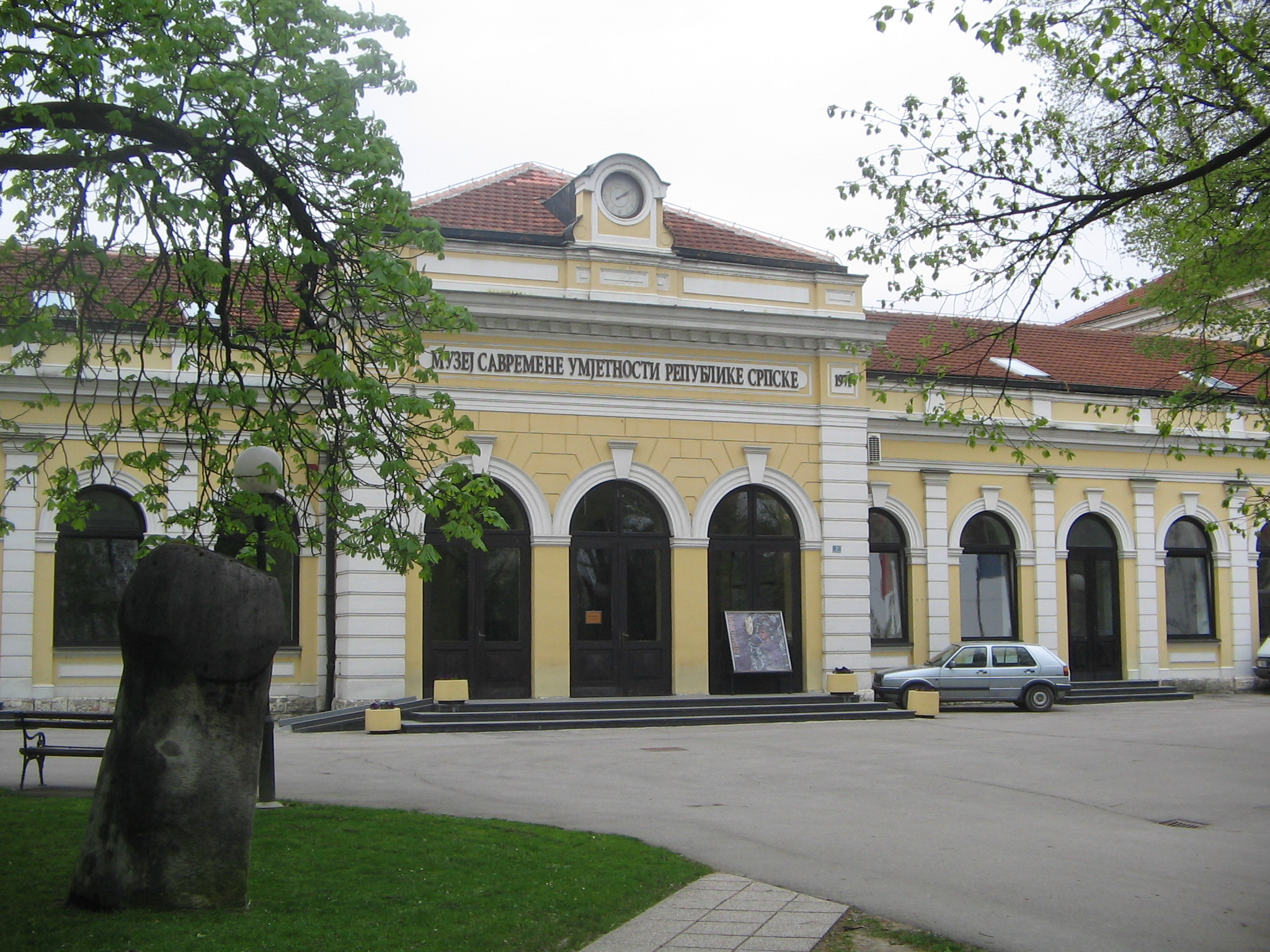
Museu d'art modern

## Ciutats agermanades
- Bari, Itàlia
- Belgrad, Sèrbia, des de 2003
- Bitonto, Itàlia
- Kaiserslautern, Alemanya, des de 2003
- Kranj, Eslovènia, des de 2006
- Lviv, Ucraïna
- Moscou, Rússia, des de 2003
- Novi Sad, Sèrbia, des de 2006
- Patres, Grècia

## Personatges
- Abas Arslanagić, esportista
- Adem Cejvan, actor
- Mustafa Nadarević, actor
- Ismet Bekrić, poeta
- Nasiha Kapidžić-Hadžić, poeta
- Mersad Berber, pintor
- Anton Josipović, boxejador
- Abid Kovačević, futbolista
- Zrinko Tutić, compositor
- Petar Kočić, novel·lista
- Milorad Karalić, jugador d'handbol
- Dr. Nebojša Popović, jugador d'handbol
- Slađana Golić, esportista
- Ivan Ljubičić, tenista
- Zdravko Rađenović, jugador d'handbol
- Saša Lošić, cantant i compositor
- Dragan Šajnovi], violinista, professor
- Marijan Beneš, boxejador i poeta
- Aleksandar Ravlić, periodista
- Vlado Milošević, compositor
- Zlatan Muslimović, futbolista
- Radovan Bisić, boxejador
- Nemanja Radumilo, polític
- Aleksandar Knežević, esportista
- Mladen Bojinović, esportista
- Marija Šestić, cantant
- Maja Tatić, cantant
- Goran Žižak àlies DJ Krmak, cantant
- Ivana Gagula semifinalista del concurs Miss Terra 2007
- Boris Rezak, cantant

## Galeria

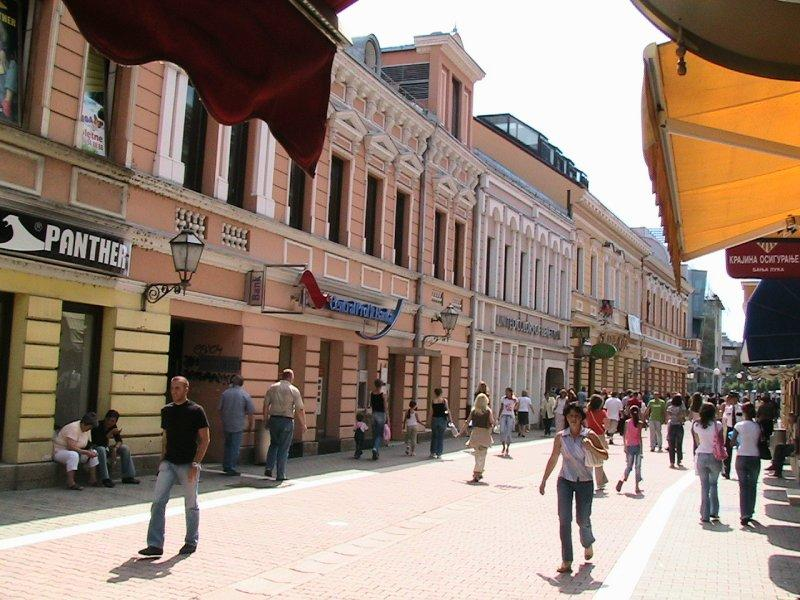
Carrer Gospodska
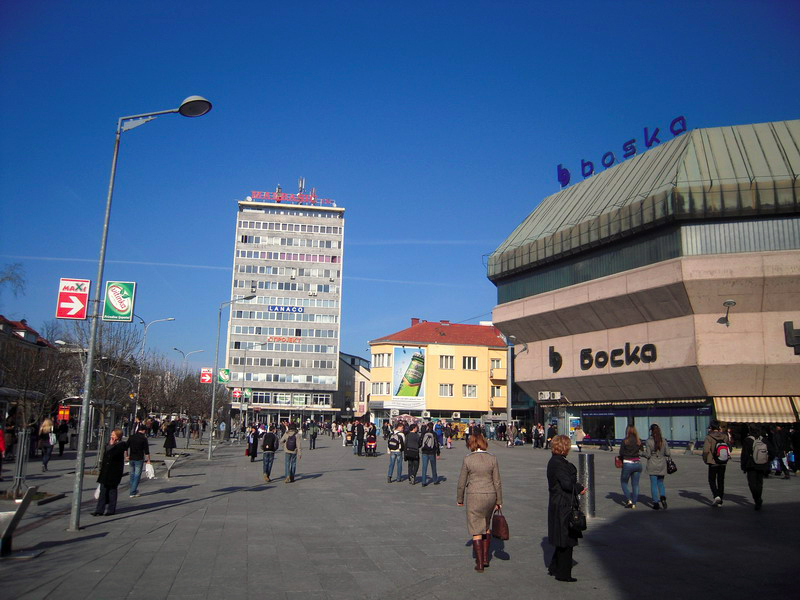
Centre comercial Boska
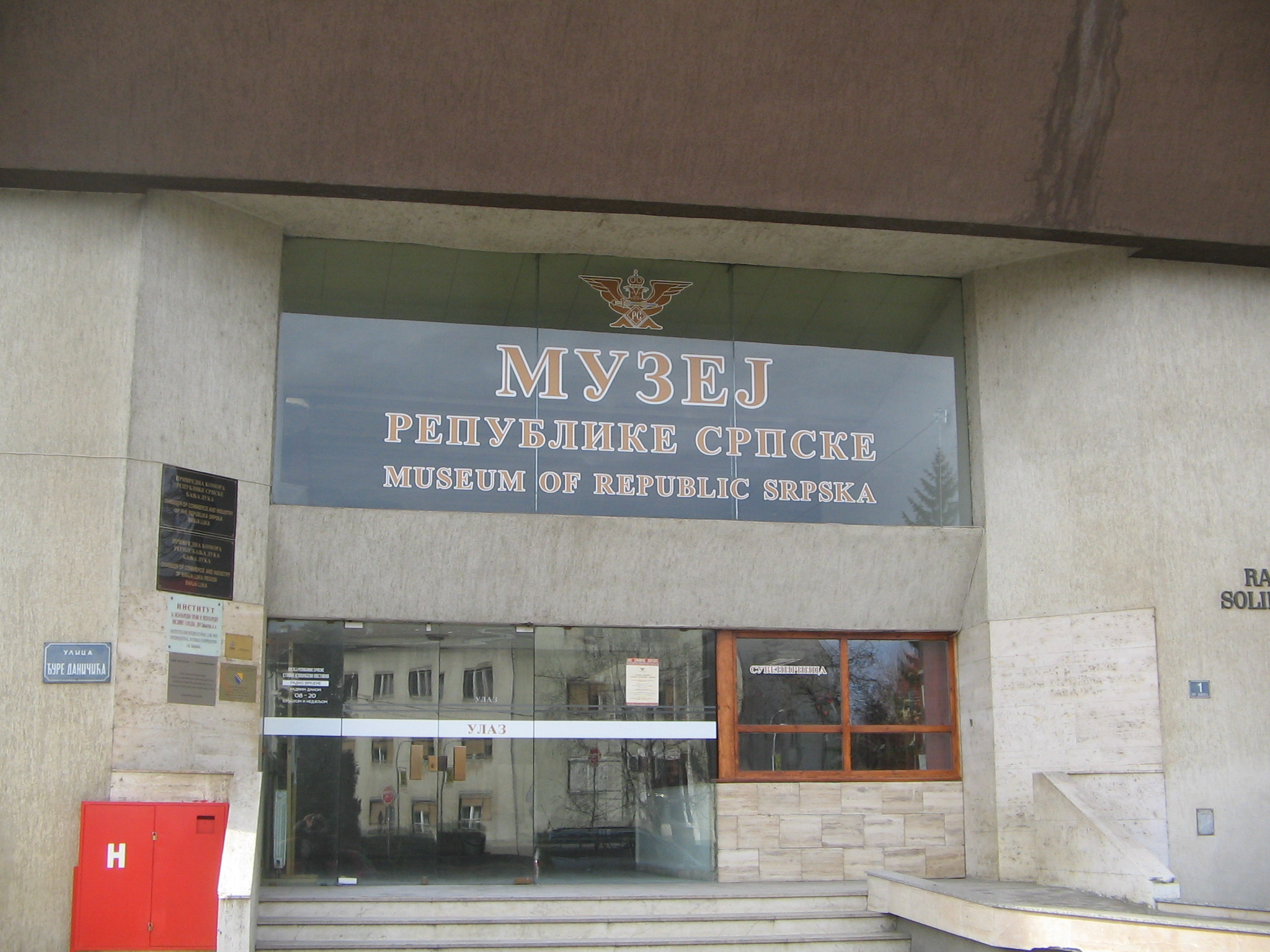
Entrada al Museu de la Republika Srpska
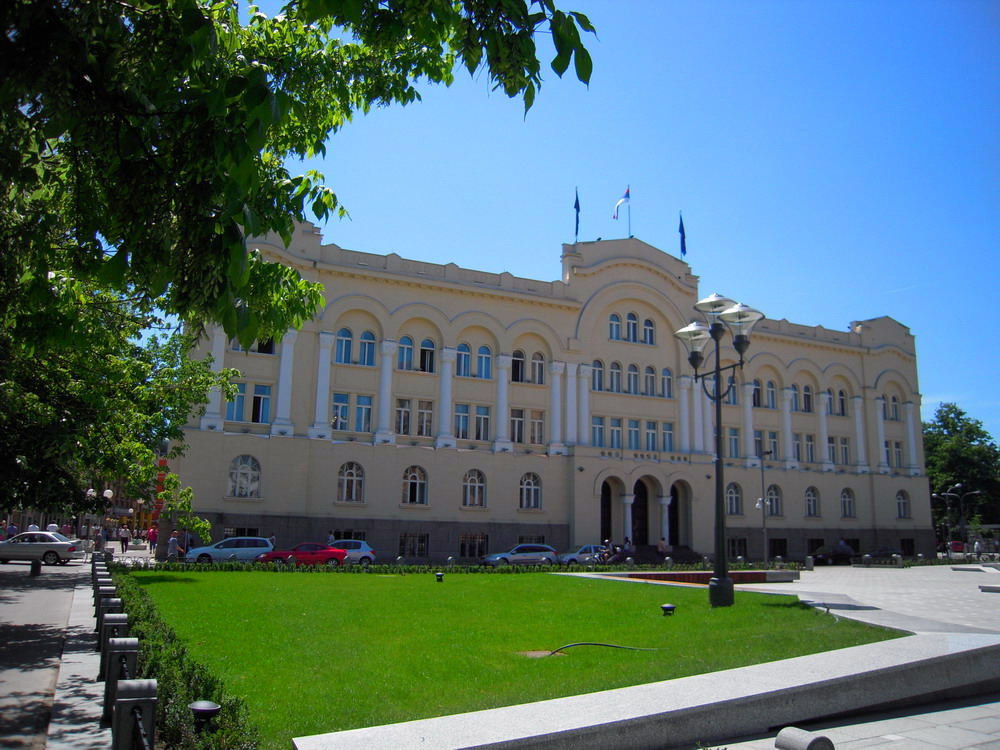
Ajuntament de Banja Luka
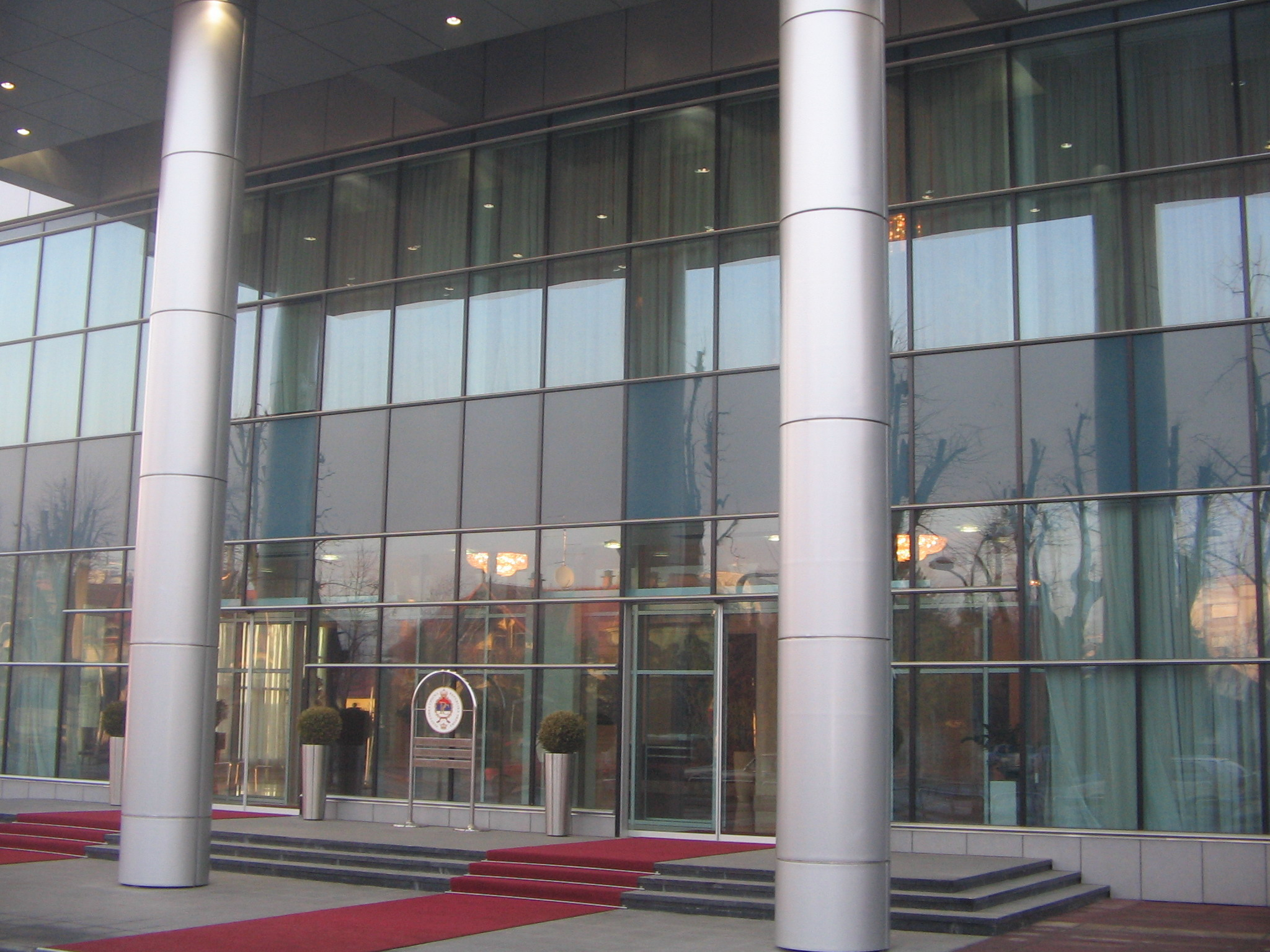
Entrada a l'Assemblea Nacional i del Govern de la Republika Srpska
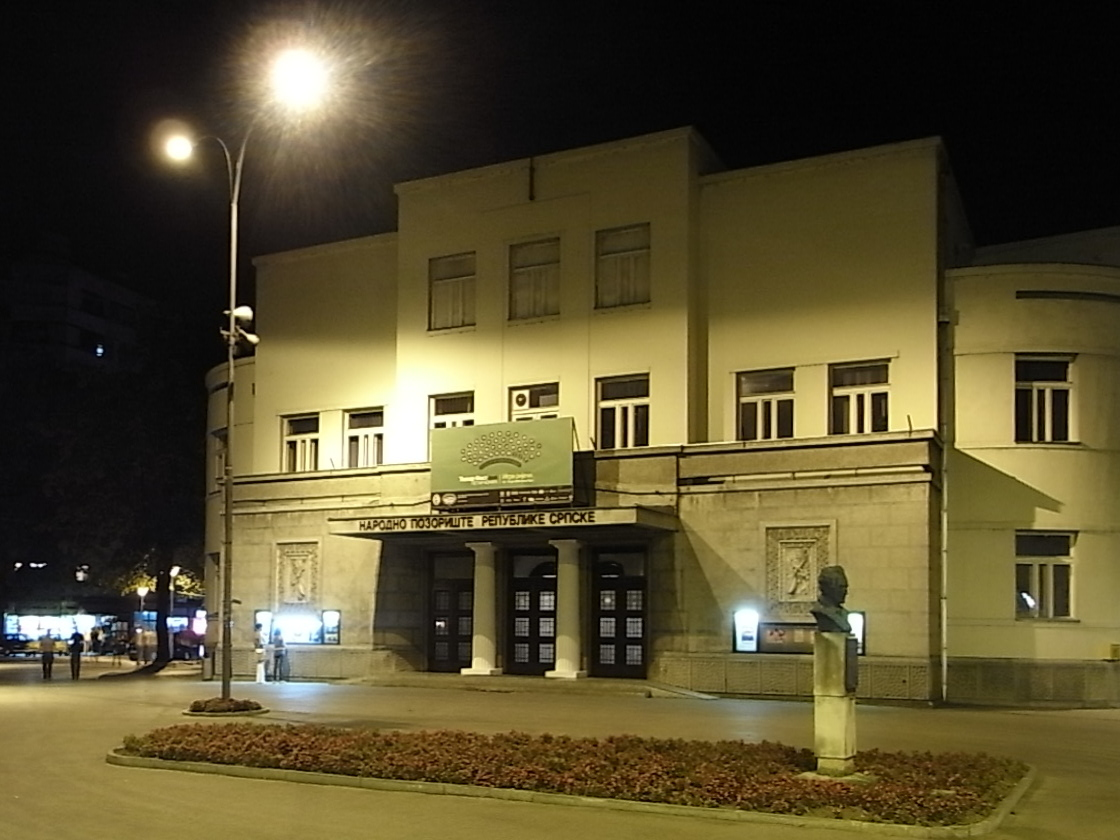
Teatre Nacional de la Republika Srpska
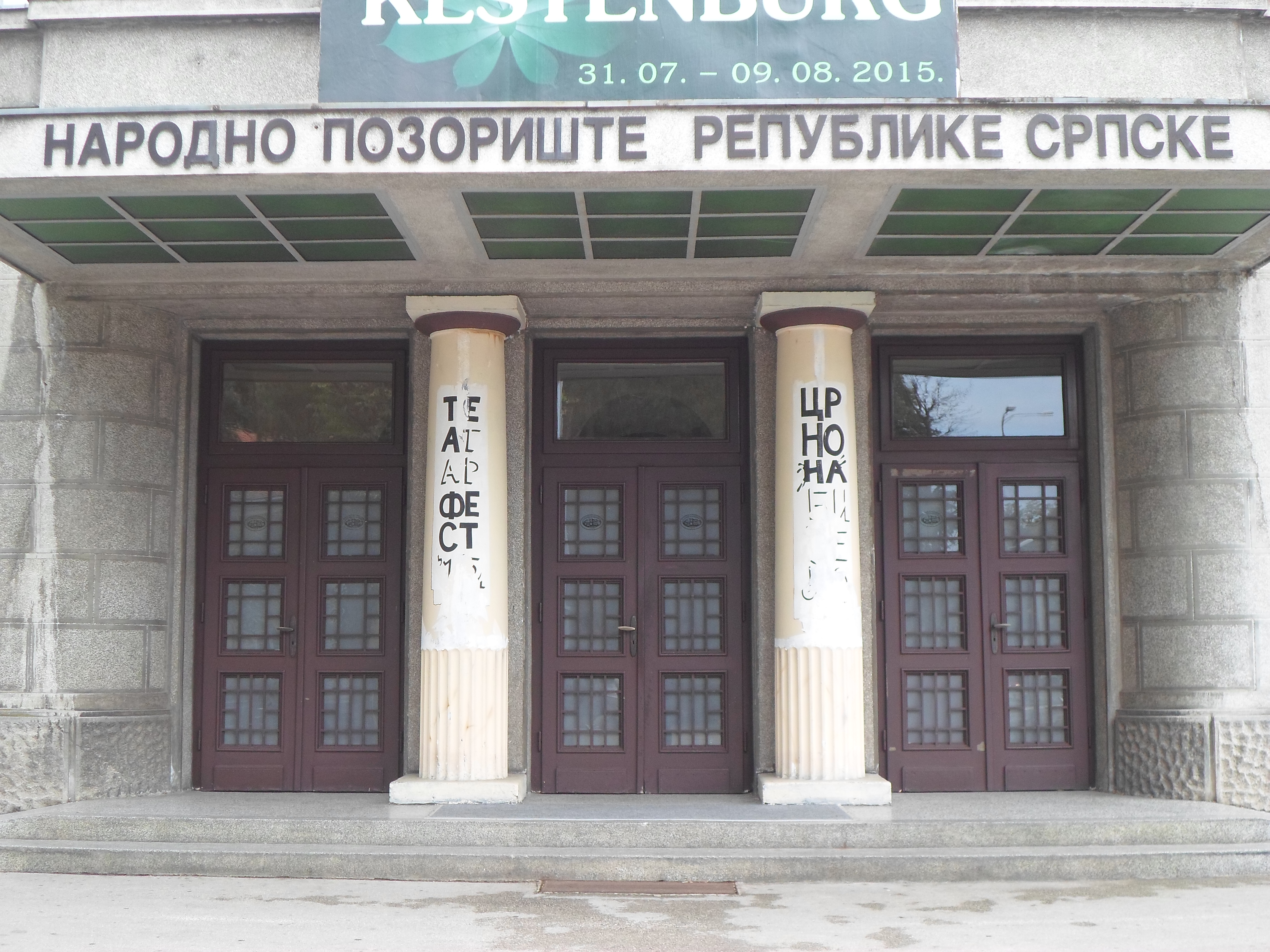
Teatre Nacional de la Republika Srpska
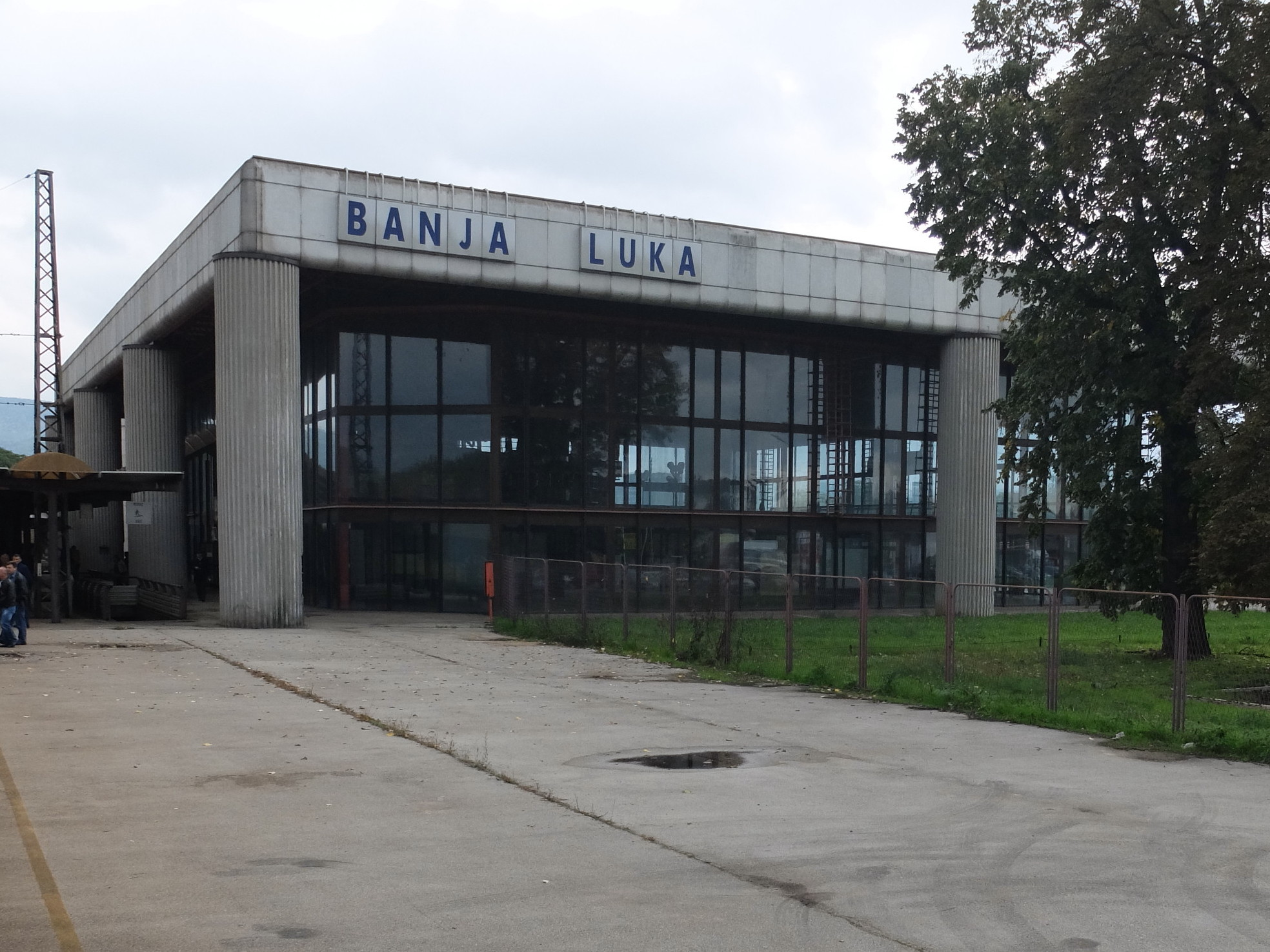
Estació de tren
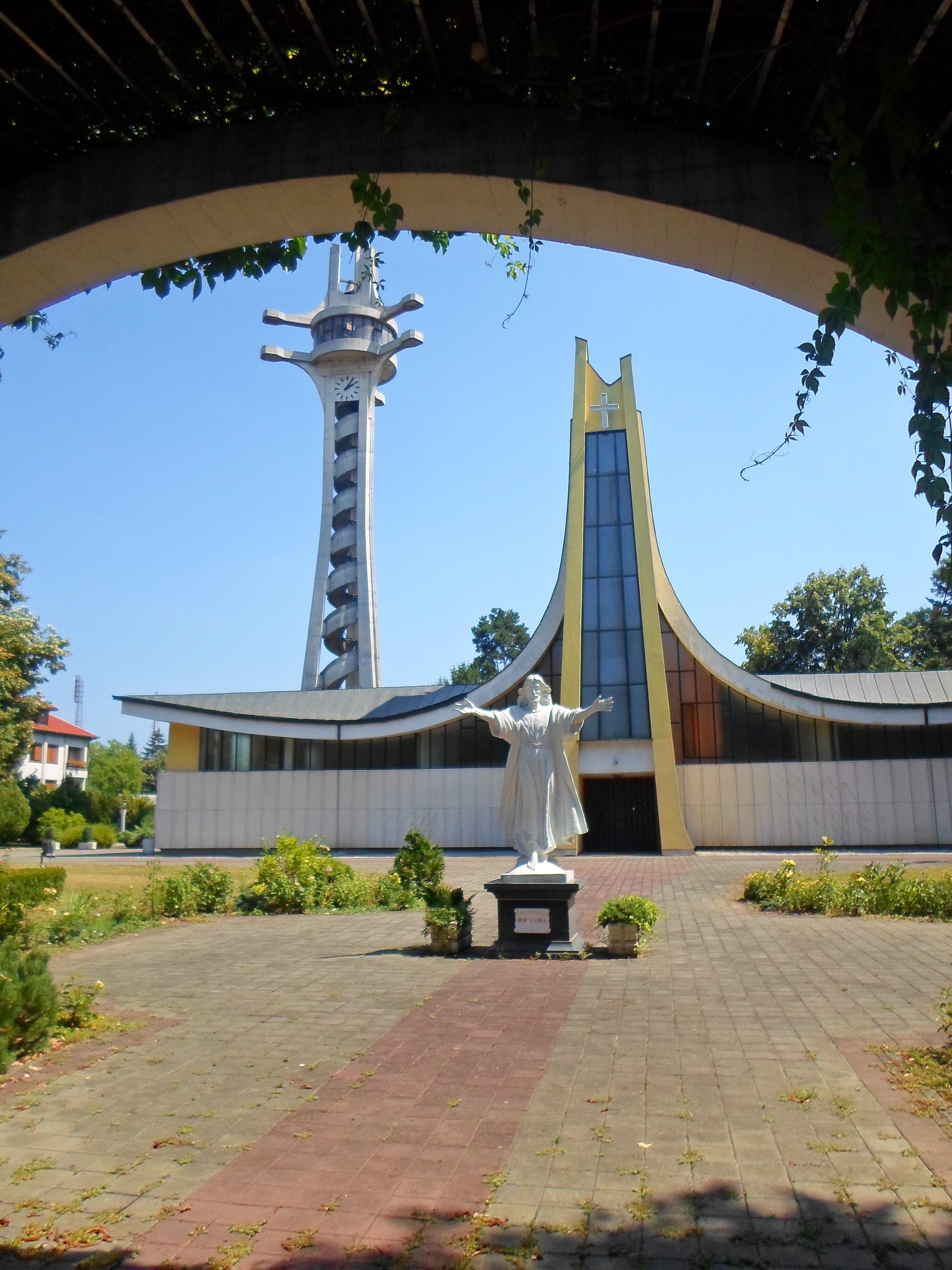
Catedral catòlica